# Tetragnatha insulicola
Espèce
Tetragnatha insulicola est une espèce d'araignées aranéomorphes de la famille des Tetragnathidae.

## Distribution
Cette espèce est endémique de l'île Lord Howe dans l'État de Nouvelle-Galles du Sud en Australie.

## Description
Les mêles mesurent de 9,2 à 9,5 mm et les femelles de 8,8 à 9,2 mm.

## Étymologie
Son nom d'espèce lui a été donné en référence au lieu de sa découverte, une île.

## Publication originale
- Okuma, 1987 : A revision of the Australasian species of the genus Tetragnatha (Araneae, Tetragnathidae). Esakia, vol. 25, p. 37-96 (texte intégral).